# Calciumarsenat
Calciumarsenat oder Kalkarsen war von 1918 bis in die 1960er-Jahre ein wichtiges Insektizid. In den USA wurde es hauptsächlich gegen den Baumwollkapselkäfer im Baumwollanbau verwendet. In Deutschland setzte man Kalkarsen hauptsächlich im Weinbau ein, allerdings wurde diese Anwendung nach zahlreichen Vergiftungsfällen 1942 verboten.

## Geschichte

### USA
Im Jahre 1918 wurde Calciumarsenat von Entomologen des Bureau of Entomology, einer Abteilung des US-Landwirtschaftsministeriums, für den Einsatz gegen den Baumwollkapselkäfer (Anthonomus grandis, engl. „boll weevil“) entdeckt. Sie hatten beobachtet, dass der adulte Käfer seinen Wasserbedarf an Tautropfen deckt. Indem man frühmorgens fein gepudertes Calciumarsenat ausbrachte, wurde der Tau vergiftet. Durch eine Erstbehandlung im Frühjahr wurden die meisten der überwinternden Käfer getötet, durch weiteres Stäuben ließ sich der Baumwollkapselkäfer-Bestand unterhalb der wirtschaftlichen Schadschwelle halten. Nach einer anderen Quelle wurde Calciumarsenat verwendet, weil während des Ersten Weltkriegs die Preise für Blei so stark angestiegen waren, dass das zuvor verwendete Bleihydrogenarsenat zu teuer wurde.
Diese Methode der chemischen Bekämpfung wurde vom Bureau of Entomology propagiert und von den Farmern rasch angenommen. Wurden 1918 in den USA lediglich 50.000 Pfund (etwa 23 Tonnen) Calciumarsenat abgesetzt, waren es 1920 bereits zehn Millionen Pfund (etwa 4540 Tonnen). Der Verbrauch stieg danach weiter an, so brachte eines der ersten Agrarflug-Unternehmen das Insektizid 1927 auf einer Fläche von über 2000 km² Baumwollfeldern aus.
| 1931     | 1935     | 1937     | 1953    | 1957    | 1959    |
| -------- | -------- | -------- | ------- | ------- | ------- |
| 11.850 t | 19.640 t | 16.784 t | 7.260 t | 3.293 t | 8.835 t |

### Deutschland
In Deutschland wurden arsenhaltige Pflanzenschutzmittel erst von 1920 an nach der Aufnahme in das erste Pflanzenschutzmittelverzeichnis der Biologischen Reichsanstalt für Land- und Forstwirtschaft verwendet. Hauptanwendungsgebiet war die Bekämpfung des Traubenwicklers.
Die Reichsliste der geprüften Präparate des Deutschen Pflanzenschutzdiensts enthielt 1936 neben Schweinfurter-Grün-Präparaten zehn Kalkarsen-Spritzmittel und sechs Kalkarsen-Stäubemittel für die Schädlingsbekämpfung im Weinbau.
Erste Fälle von Arsenvergiftungen traten 1925 am Kaiserstuhl auf, bereits 1929 erkannte die Landwirtschaftliche Berufsgenossenschaft diese Vergiftung als Berufskrankheit an. Bis Frühjahr 1934 waren 94 Fälle anerkannt, wovon 66 Fälle am Kaiserstuhl aufgetreten waren. Man ging zunächst davon aus, dass diese Vergiftungen vor allem beim Ausbringen von Kalkarsen-Stäubemitteln aufgetreten waren.
An der Mosel kam die Verwendung arsenhaltiger Insektizide erst ab 1925 auf, 1930 war ihr Einsatz auch dort weitverbreitet. Ab 1938 häuften sich die Fälle von Arsenvergiftungen an der Mosel. Im März 1940 hatten die Berufsgenossenschaften 589 Fälle von Arsenschädigungen anerkannt, während des Krieges wurden keine Statistiken mehr veröffentlicht. Die Zahl der Vergiftungsfälle wurde für 1942 auf etwa 800 bis 1000 geschätzt. Als Ursache wurde schließlich der von den Winzern als Haustrunk für den Eigenbedarf hergestellte Tresterwein erkannt, der zwischen 2 und 8,9 mg Arsen/l enthielt. Die Arseneinwirkung dauerte im Schnitt 12 bis 14 Jahre an, nach einer Schätzung nahm ein Winzer über diese Zeit etwa 53 g As2O3 auf, wovon 47 g auf den Konsum von Haustrunk und lediglich 6 g auf die direkte Aufnahme während der Ausbringung zurückgeführt wurden. Nachdem ein arsenfreies Insektizid erfolgreich getestet war, wurde die Verwendung arsenhaltiger Mittel im Weinbau durch ein Gesetz vom 26. November 1942 verboten. Andere Anwendungen arsenhaltiger Pflanzenschutzmittel wurden in der Bundesrepublik Deutschland erst 1974 verboten.

## Toxikologie
Die akute orale LD50 liegt für die Ratte bei 20 mg/kg Körpergewicht.

## Ökotoxikologie
Wasserlösliche Arsenverbindungen wie Calciumarsenat können auch Pflanzen schädigen. Die Blätter von Steinobst-Arten sind besonders empfindlich.
Calciumarsenat ist bienengefährlich und für Fische stark toxisch. Im Boden bleiben anorganische Arsenverbindungen lange erhalten.